# 루이 알리오
루이 알리오(Louis Aliot, 1969년 9월 4일 ~ )는 프랑스의 정치인, 변호사이다. 2011년 1월 16일부터 국민전선(FN)의 부대표로 일하고 있다. FN 집행부, 집행위원과 중앙위원으로 알리오는 1998년부터 지역위원(미디피레네, 1998-2010, 랑그도크루시용 (Languedoc-Roussillon), 2010-)으로 봉사하고 있으며 시의원(페르피낭, 2008-2009)으로 봉사한 적이 있다.

## 정치와 선거 (1998-2011)
알리오의 출생지는 오트가론주 톨루즈이며 프랑스인과 알제리-유대인 부모 사이에서 태어났다.1998년 프랑스 지역 선거에서 그는 미디피레네 지역위원으로 당선되었으며 오트가론 주를 6년간 대표하였다.
그이후 알리오는 국민전선 대표 장 마리 르펜과 가까운 협력자가 되었고 2002년 마린 르펜 선거 캠페인에서 중요한 역할을 맡았다. 그는 페르피낭으로 가서 분열되고 약해진 국민전선 연합을 재건하기도 하였다.
2004년 지역 선거에서 미디피레네의 국민전선 후보단을 이끌었고 1차 개표 11.78%, 2차 개표 12.06%를 득표하여 8명의 지역위원을 당선시켰다. 그는 6년(2004-2010) 동안 지역의회의 국민전선 대표를 맡았다.
2008년 시의회 선거에서 그는 페르피낭에서 국민전선 후보단을 이끌었고 1차 개표 12.29%, 2차 개표 10.42%를 득표하여 2명의 시의원을 당선시켰다.이 결과는 프랑스 전국적으로 약세를 보였던 국민전선에서 몇 안되는 좋은 결과로 평가받고 있다.
2009년 시의회 선거에서 그는 또다시 국민전선 후보단을 이끌었으나 1차 개표에서 9.42% 득표하여 시의원 좌석을 잃었다.2009년 6월부터 국민전선은 페르피낭 시의회를 대표하지 않았다. 2차 개표에 참여하기 위해 시의회 후보단은 10% 이상의 유효 득표를 넘어야 한다.
2009년 그는 남서 프랑스 의회 유럽의회 의원 선거에서 국민전선 후보단을 이끌었고 득표율 5.94%로 유럽의회 의원이 되지 못하였다.
2010년 지역 선거에서 피레네 오리엔탈주에 후보단을 이끌었다. 피레네 오리엔탈주는 프랑스 자네(France Janet)가 랑그도크루시용 (Languedoc-Roussillon) 지역 후보단을 이끌었던 곳이다. 1차 개표에서 13.64%, 2차 개표에서 19.99%를 득표하여 피레네 오리엔탈주에서 두명의 지역의원을 배출하였다.
2011년 3월 14일, 루이 알리오와 마리오 보르게지오 (Mario Borghezio) 유럽의회 의원은 마린 르펜이 람페두사 섬에 지내는 동안 동행하였다.
2011년 지방선거에서 그는 페르피낭의 도서지역의 국민전선 후보로 출마하여 1차 개표에서 34.61%로 큰 격차로 이겼음. 2차 개표에서는 11.63% 더 득표하였으나 UPM(Unions of Popular Movement)의 지원을 받은 사회주의 후보에게 패배하였다.

## 정치 임기
- 랑그도크루시용 (Languedoc-Roussillon)지역 국회의원 : 2010년 3월 26일 이후
- 미디피레네 지역의원 : 1998년 3월 15일 - 2010년 3월 21일 (국민전선 지역 대표 2004-2010)
- 페르피낭 국회의원 : 2008년 3월 23일 - 2009년 7월 21일